# Metaxmeste phrygialis
Metaxmeste phrygialis là một loài bướm đêm thuộc họ Crambidae, được tìm thấy ở mountainous areas của châu Âu, bao gồm Anpơ.
Sải cánh dài khoảng 15 mm. Con trưởng thành bay từ tháng 6 đến tháng 8 tùy theo địa điểm.